# Koszarzyska (Czechy)
Koszarzyska (cz. Košařiskaⓘ, niem. Koszarzisk) – wieś gminna na Śląsku Cieszyńskim w Czechach w kraju morawsko-śląskim (powiat Frydek-Mistek).

## Położenie
Wieś położona jest w północno-wschodniej części Beskidu Morawsko-Śląskiego. Leży w dolinie potoku Kopytná, ograniczonej od południa masywem Kozubowej (981 m n.p.m.), a od północnego zachodu – Ostrego (1044 m n.p.m.).

## Ludność
W 2006 roku gminę zamieszkiwało 387 mieszkańców, z czego około 40% stanowi ludność narodowości polskiej.

## Nazwa
Nazwa wsi pochodzi od słowa "koszar", na Podhalu i w Beskidach polskich oznaczającego "przenośną zagrodę dla owiec", ustawianą na pastwiskach. Stąd "koszarzyska" to teren, na którym stoją (lub stały) takie zagrody. Nazwa zaś "koszar" pochodzi z języka wołoskiego (por. rum. coşar – "stodoła, obora").

## Historia
Wieś powstała w połowie XVII wieku. Pierwsi przybysze, osiedlający się na dawnych "koszarzyskach", kupowali początkowo działki od księżnej cieszyńskiej Elżbiety Lukrecji. Pierwszy z nich nosił najprawdopodobniej nazwisko Kruz. Osadnicy z tej wsi zostali wymienieni po raz pierwszy w urbarzu z 1657 roku. W memoriale katolickich proboszczów z Jabłonkowa i Wędrynii z 1663 roku, starających się o przyłączenie wsi do swojej parafii, Koszarzyska są nazwane "nową dziedzinką". Ostatecznie Koszarzyska przyłączono do parafii jabłonkowskiej. Ewangelicy z Koszarzysk należeli do parafii w Bystrzycy.
Koszarzyska były wsią niewielką, w początkowym okresie funkcjonowania charakterystyczna była dla niej znaczna fluktuacja osadników: w ostatnim urbarzu z XVII w. jedynie dwa z wymienionych nazwisk są identyczne z tymi z pierwszych zapisów, choć łączna liczba gospodarstw pozostała niezmieniona i wynosiła 12. Dopiero urbarz z 1722 r. wymieniał pięciu, a z roku 1755 – ośmiu nowych osadników. W wąskiej dolinie rzecznej było niewiele miejsca do uprawy roli, dlatego większość gospodarzy zajmowało się głównie hodowlą bydła i owiec. Nawet według danych z 1837 r., kiedy już władze Komory Cieszyńskiej znacznie ograniczały pasterstwo, tylko 44% gospodarstw w Koszarzyskach żyło wyłącznie z rolnictwa. Pozostali paśli na rozrzuconych po stokach łąkach sałaszniczych, należących do sałaszy: Zarębek-Kiczera (7 łąk), Koziniec-Kiczera (2 łąki) oraz Koziniec i Ostry (po jednej łące). Specyfiką tych sałaszy było to, że oprócz mieszkańców Koszarzysk na należących do nich łąkach paśli także gospodarze z sąsiednich wsi: Bystrzycy, Karpętnej, Milikowa, Nawsia, Oldrzychowic, Tyry czy Miejskiej Łomnej.
W 1828 roku powstała we wsi szkoła publiczna. Pierwszym nauczycielem był Andrzej Kotas. W 1841 zastąpił go Paweł Chudoba. Kolejnymi nauczycielami byli Jerzy Pomykasz (1846-1850), Jan Macura (do 1852), Adam Henczołka (1852-1853) i Jan Marosz (1853-1888).
Według austriackiego spisu ludności z 1910 roku Koszarzyska miały 471 mieszkańców, z czego 466 (98,9%) polsko-, 4 (0,8%) niemiecko- i 1 (0,2%) czeskojęzyczna, a w podziale wyznaniowym 61 (13%) katolików oraz 410 (87%) ewangelików.

## Galeria

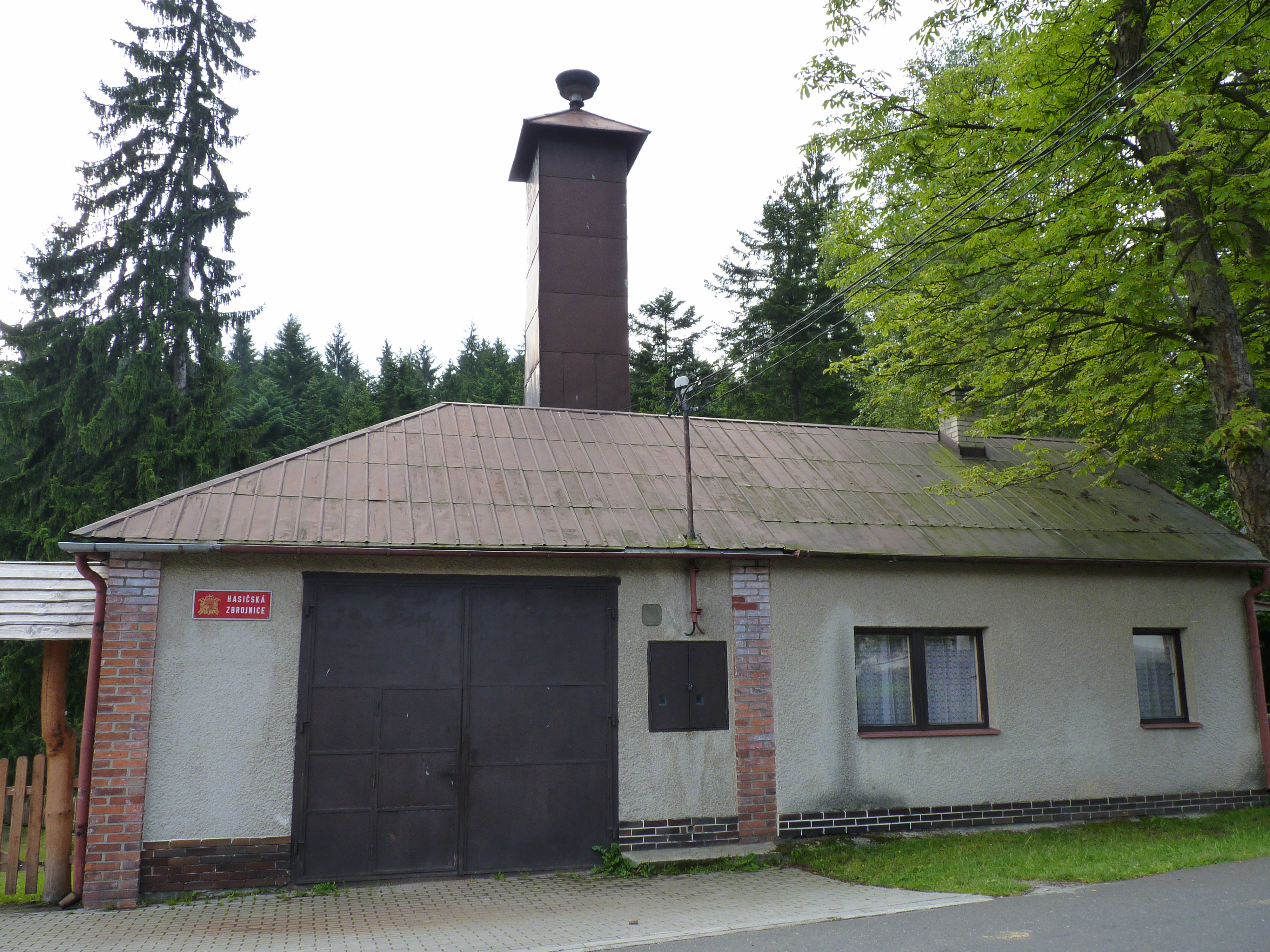
Straż pożarna
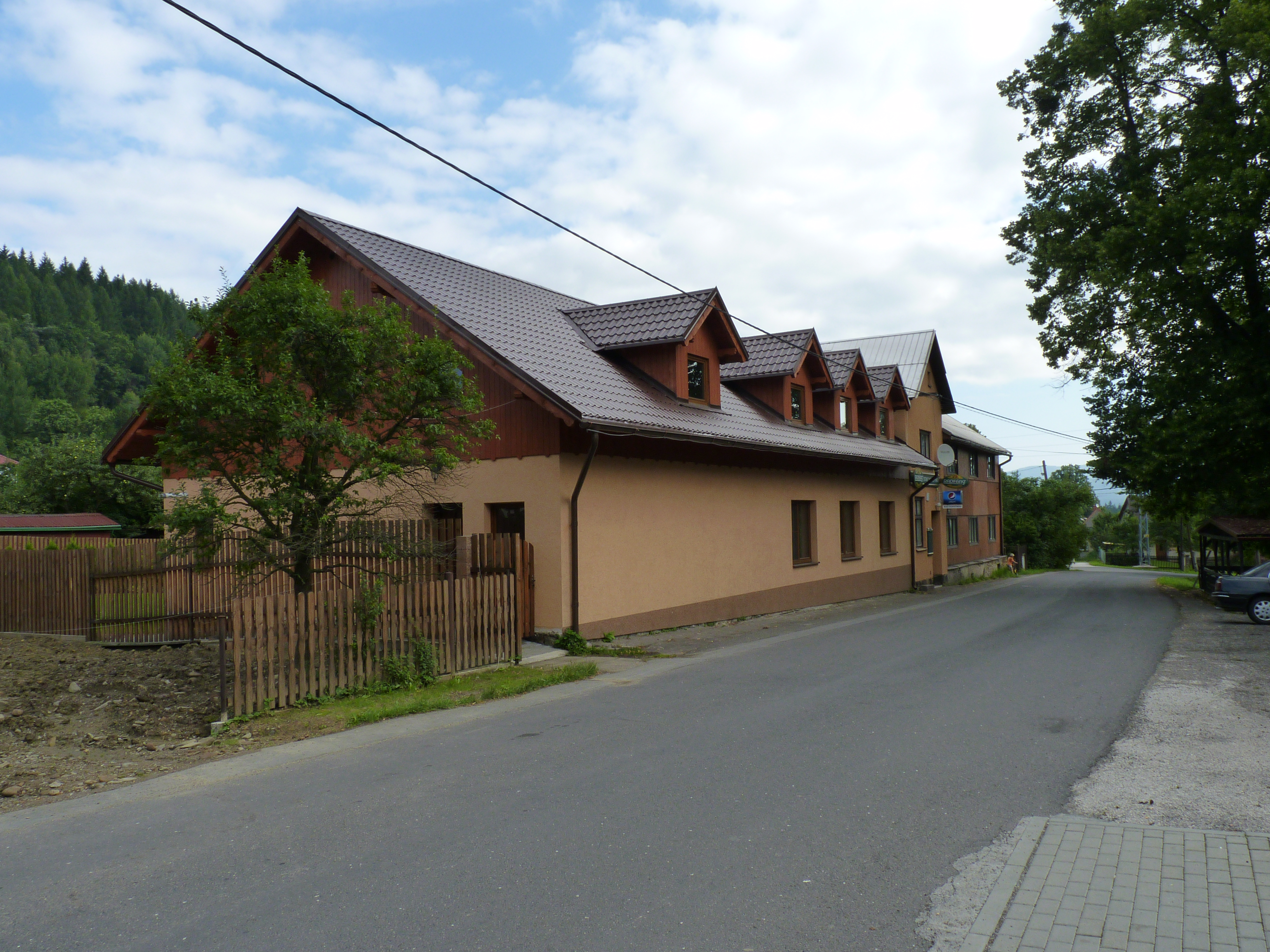
Gospoda
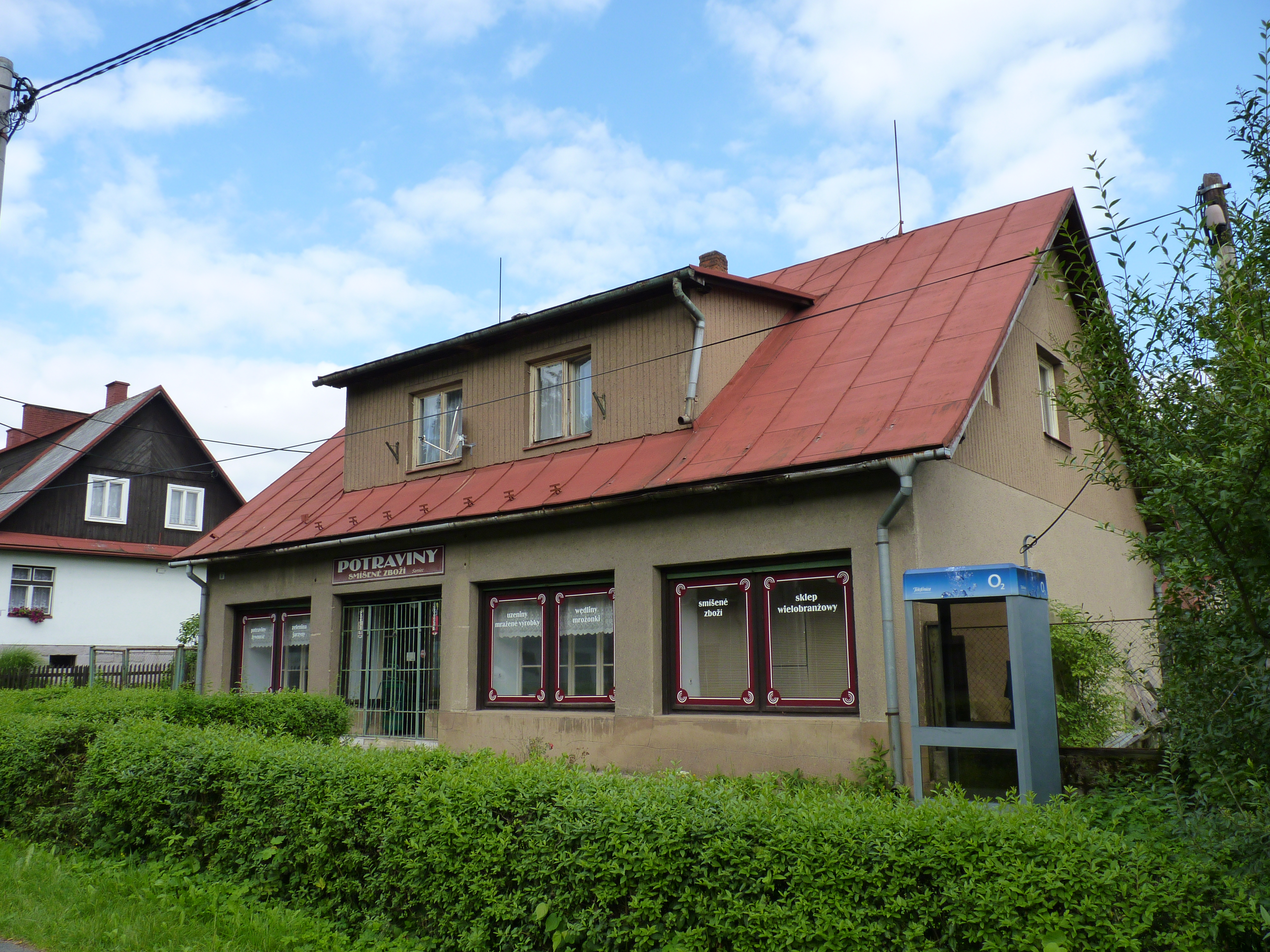
Sklep spożywczy
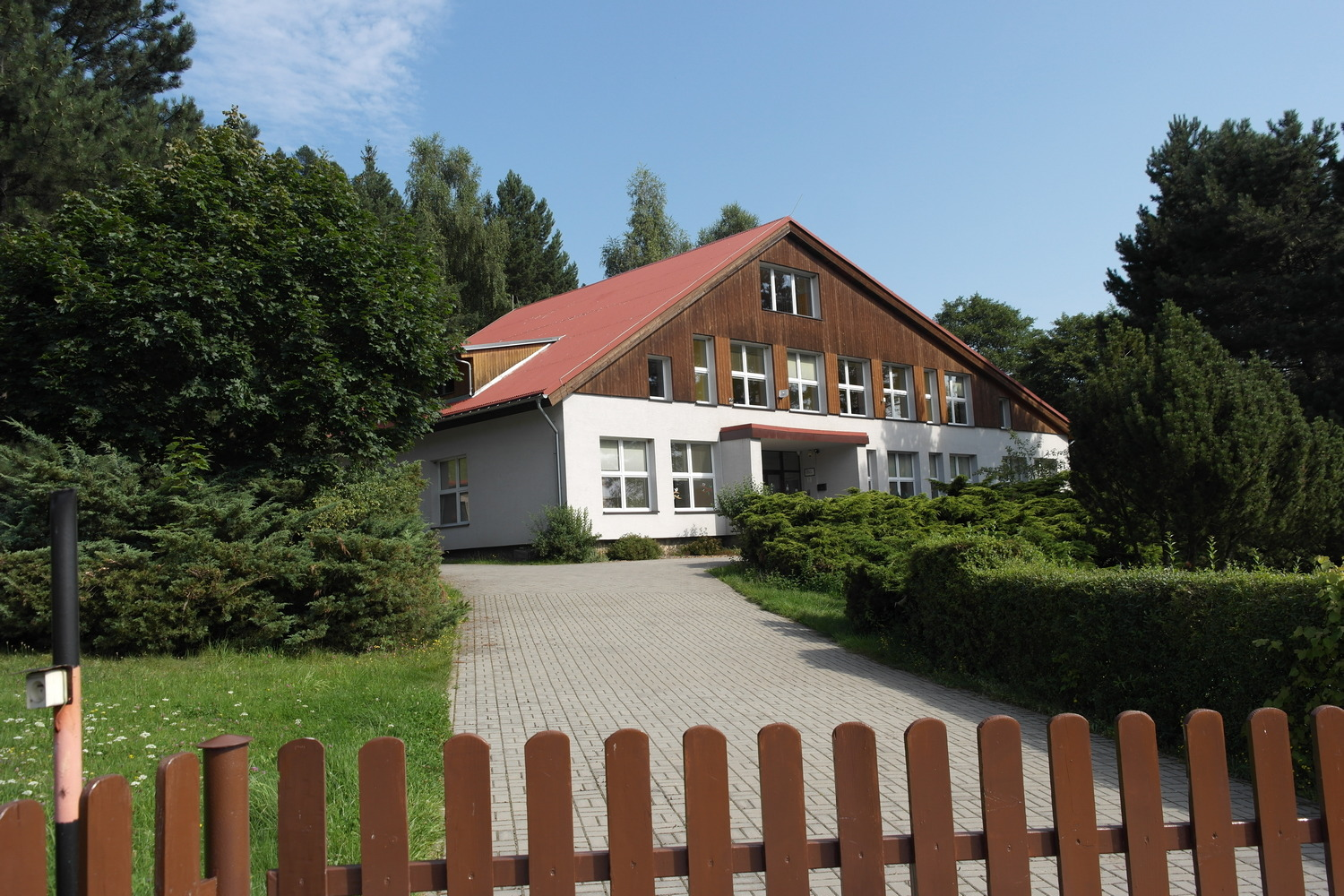
Polska i czeska szkoła
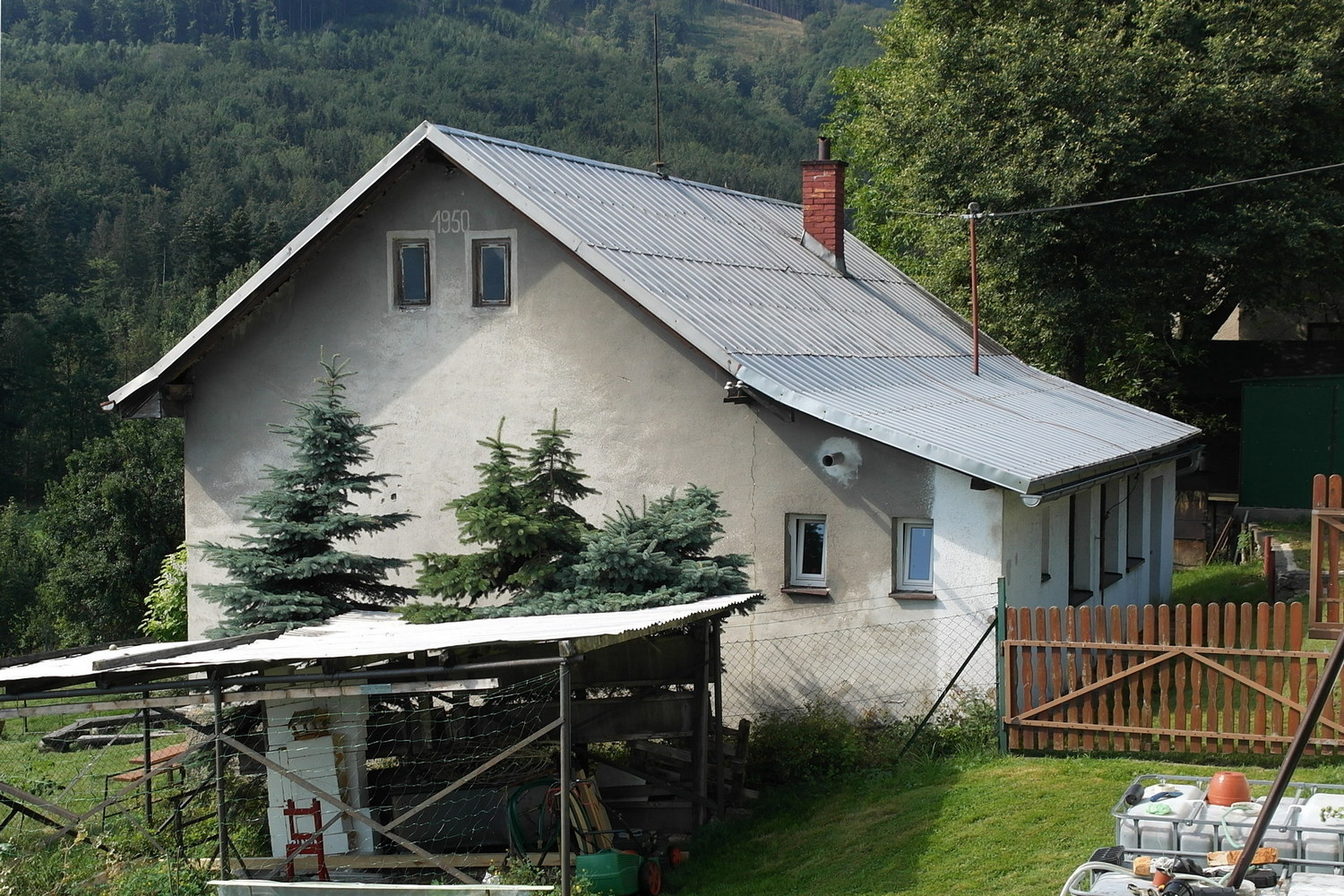
Dom PZKO
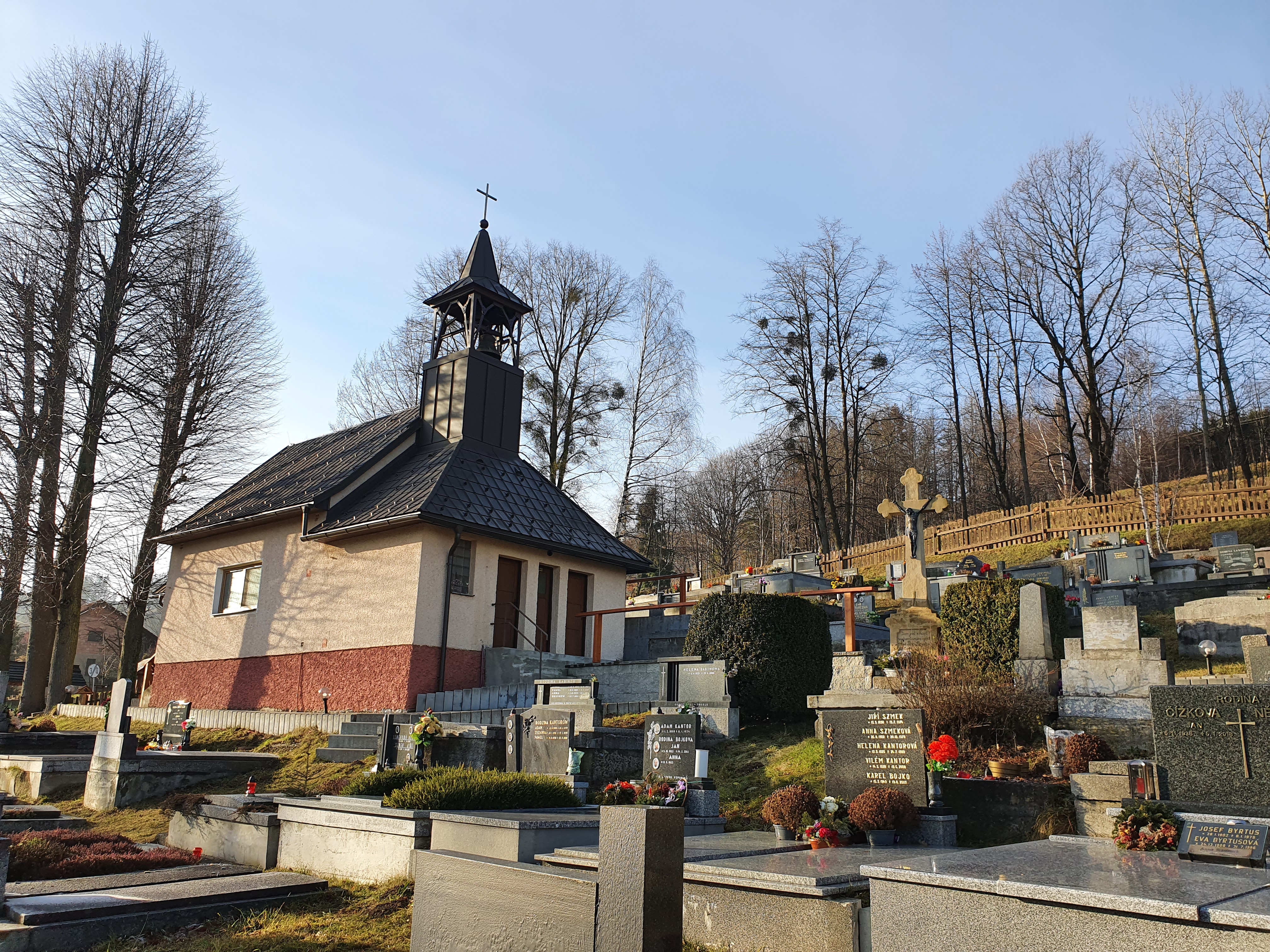
Cmentarz ewangelicki